# Erik van Rossem
Erik van Rossem (Rotterdam, 12 oktober 1938) is een Nederlands voormalig hockeyer.

## Biografie
Van Rossem speelde in de jaren 60 26 interlands voor de Nederlandse hockeyploeg. De middenvelder maakte deel uit van de selecties die deelnamen aan de Olympische Spelen van 1964 (zevende plaats). In de Nederlandse competitie speelde Van Rossem bij HHIJC (voorloper van Klein Zwitserland). Zijn positie op het veld was meestal op de vleugels.
Joost Boks · 
Charles Coster van Voorhout · 
John Elffers · 
Frans Fiolet · 
Jan Piet Fokker · 
Jan van Gooswilligen · 
Francis van 't Hooft · 
Arie de Keyzer · 
Leendert Krol · 
Jaap Leemhuis · 
Chris Mijnarends · 
Erik van Rossem · 
Nico Spits · 
Theo Terlingen · 
Jan Veentjer · 
Jaap Voigt · 
Theo van Vroonhoven · 
Frank Zweerts ·
Coach: Piet Bromberg